# Leopold Bode
Pour les articles homonymes, voir Bode.
Christian Leopold Bode, né le 11 mars 1831 à Offenbach-sur-le-Main, et mort le 26 juillet 1906 à Francfort-sur-le-Main, est un peintre d'histoire hessois et artiste graphique.

## Biographie

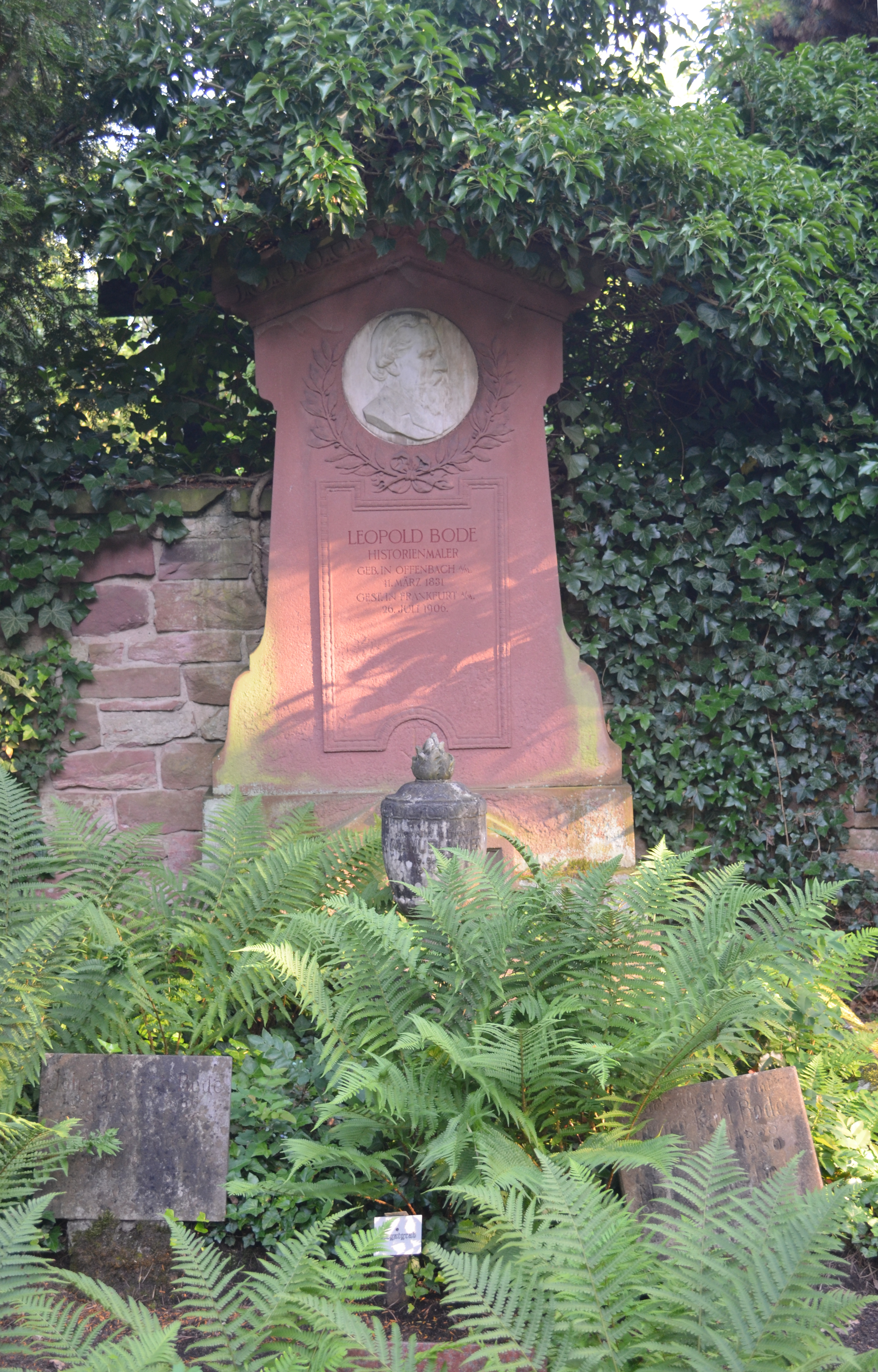
Tombe de Leopold Bode au vieux cimetière d'Offenbach.

Leopold Bode est né le 11 mars 1831 à Offenbach-sur-le-Main. Il est le fils aîné du peintre paysagiste Georg Wilhelm Bode (1801-1881) et de son épouse Anna Maria. Il est l'aîné de trois fils. À partir de 1848, il étudie à l'Institut d'art Städel de Francfort auprès des professeurs Jakob Becker et Johann David Passavant. En 1851, il suit Edward von Steinle.
En 1851, il épouse Catharina Elisabeth Geiger (1826-1856). Après la mort de sa première épouse, il obtient son diplôme en 1859 et épouse sa sœur Mary Margaret, avec qui il a trois enfants. Pendant de nombreuses années, il occupe un atelier à l'Institut d'art Städel, mais il a aussi un atelier dans le château d'Isenburg à Offenbach. Du château, il fait de nombreuses vues extérieures et intérieures.
Le jour de son 70e anniversaire en 1901, le Grand-Duc Ernst Ludwig de Hesse lui donne le titre de Professeur. 
Leopold Bode meurt le 26 juillet 1906 à Francfort-sur-le-Main.
Il est inhumé dans le vieux cimetière d'Offenbach. En 2011, l'agenda perdu de Bode est retrouvé et donné aux archives de la ville d'Offenbach. Cette institution acquiert également un ensemble de 45 représentations graphiques du paysage et de l'histoire des motifs de l'artiste.

## Travail

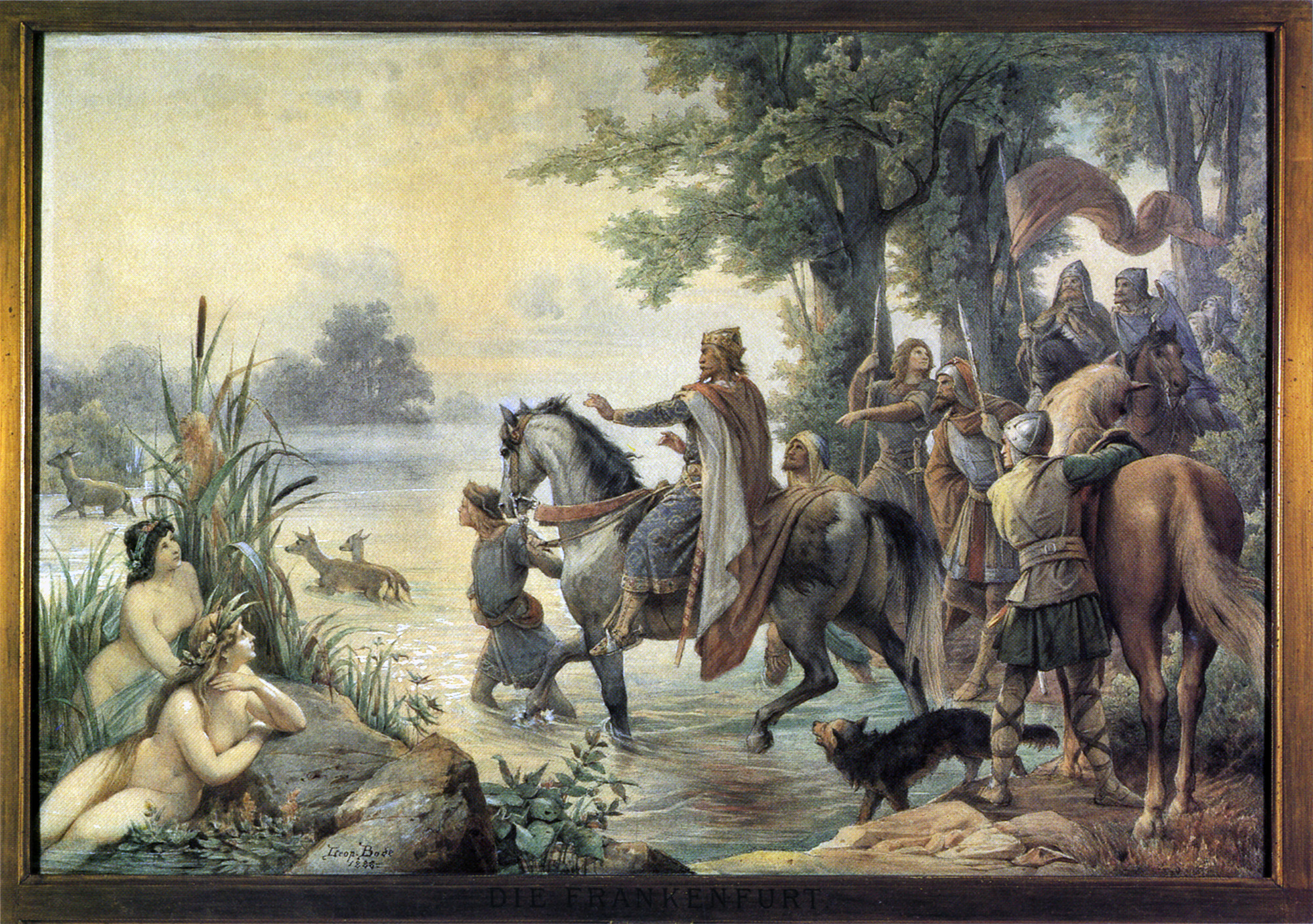
Entrée de Charlemagne à Francfort (1888)

À l'origine, Bode est encore influencé par le style religieux nazaréen jusqu'aux histoires romantiques. Son premier tableau important est en 1855, La Visite de Marie à Élisabeth, une représentation du motif religieux de la Visitation. En 1897, il crée un retable pour la nouvelle église évangélique Saint-Paul de Strasbourg. De 1861 à 1864, il est assistant au musée Wallraf-Richartz à Cologne. Puis il se sépare en 1866 pour peindre le chœur des niches de l'église Sainte-Marie à Aix-la-Chapelle.